# Cofiwch Dryweryn
Cofiwch Dryweryn (« souvenez-vous de Tryweryn » en gallois) est un graffiti sur un mur en ruines près de Llanrhystud, dans l'ouest du pays de Galles. Il est peint dans les années 1960 par le journaliste Meic Stephens en signe de protestation contre la création du réservoir de Llyn Celyn sur la rivière Tryweryn (en). Au fil des années, ce graffiti est devenu un symbole du nationalisme gallois.

## Contexte
En 1957, le conseil municipal de Liverpool dépose un projet de loi au Parlement du Royaume-Uni visant à créer un lac de barrage dans la vallée de la Tryweryn (en), l'un des principaux affluents de la Dee. L'objectif est de créer une réserve d'eau potable pour les habitants de Liverpool et de la péninsule de Wirral. Ce projet suscite une opposition virulente au pays de Galles, car il implique la destruction du village de Capel Celyn (en) qui abrite l'une des dernières communautés exclusivement gallophones de la région. Il donne lieu à de nombreuses manifestations au pays de Galles, mais aussi à Liverpool et à Londres. Lorsque le projet passe devant la Chambre des communes, en 1962, tous les députés gallois sauf un votent contre, mais cela ne suffit pas à empêcher son adoption et le réservoir de Llyn Celyn est inauguré le 28 octobre 1965.

## Le graffiti
Dans la première moitié des années 1960, l'écrivain et journaliste Meic Stephens fait partie d'un petit groupe de jeunes qui peignent des slogans nationalistes dans les Galles du Sud. En 1963 ou 1964, il se rend en voiture à Llanrhystud avec son ami Rodric Evans. Ils trouvent une grange en ruine isolée et Stephens utilise un petit pinceau et un seau de peinture blanche pour écrire le slogan Cofiwch Tryweryn [sic] sur un mur.

## Postérité
La destruction de Capel Celyn, décidée en Angleterre sans consultation de la population galloise, constitue un événement significatif dans le développement du nationalisme gallois : le parti nationaliste Plaid Cymru remporte son premier siège à la Chambre des communes dans l'année qui suit l'inauguration du réservoir. Le slogan Cofiwch Dryweryn et le graffiti de Stephens en constituent une image marquante qui est fréquemment reprise et imitée.
Le graffiti original est régulièrement vandalisé et restauré. La faute d'orthographe du texte original a été corrigée, avec la lénition du /t/ en /d/ à l'initiale de Tryweryn.